# Вахрушево (Междуреченский район)
Вахрушево — деревня в Междуреченском районе Вологодской области России.
Входит в состав Сухонского сельского поселения, с точки зрения административно-территориального деления — в Сухонский сельсовет.
Расстояние до районного центра Шуйского по автодороге — 15 км. Ближайшие населённые пункты — Шихмино, Петрищево, Поповское.

## Население
По данным переписи в 2002 году постоянного населения не было.
| 2002 | 2010 |
| ---- | ---- |
| 0    | →0   |